# Autobahnviadukt Aciliu
Das Autobahnviadukt von Aciliu ist das längste und höchste Viadukt Rumäniens und befindet sich südlich der Gemeinde Aciliu im Kreis Sibiu. Es dient zur Überführung des Aciliu-Tals und ist Teil der 582 km langen A1 im Abschnitt zwischen Orăștie und Sibiu (Hermannstadt).

## Geschichte
Bereits bei der Planung der Autobahn kam eine Überführung des Aciliu-Tals in Form eines Viaduktes in Frage. Da Pläne einer Umfahrung des Gebiets bzw. eine Lösung des Problems durch einen Tunnel aufgrund der zu hohen Kosten und der schlechten Beschaffenheit des Baugrundes scheiterten, entschied sich die rumänische Regierung zusammen mit der EU im Rahmen des Paneuropäischen Verkehrskorridors für den Bau dieses Autobahnviaduktes.
Nachdem die zwölf Doppelpfeiler errichtet waren, wurde der Stahlhohlkasten im Taktschiebeverfahren eingebaut und danach die Fahrbahnplatte betoniert. Der Viadukt gehört zum Baulos 3 der Autobahn Orăștie–Sibiu, das für 142 Millionen Euro durch die italienische Impregilo errichtet wurde. Die Bauarbeiten am Los begannen am 20. Juni 2011 und sollten im Frühjahr 2013 abgeschlossen sein. Wegen erschwerter Bauarbeiten wurde das Teilstück erst am 14. November 2014 dem Verkehr freigegeben und nach zehn Tagen wurden Risse an der Fahrbahn zwischen Cunța und Săliște entdeckt, sodass der Verkehr gleich nach Eröffnung hier eingeschränkt wurde.